# Hanns Haberer
 (juillet 2023).
Si vous disposez d'ouvrages ou d'articles de référence ou si vous connaissez des sites web de qualité traitant du thème abordé ici, merci de compléter l'article en donnant les références utiles à sa vérifiabilité et en les liant à la section « Notes et références ».
En pratique : Quelles sources sont attendues ? Comment ajouter mes sources ?
Pour les articles homonymes, voir Haberer.
Hanns Haberer (né le 28 mai 1890 à Bruchmühlbach-Miesau; mort le 29 novembre 1967 à Deidesheim) est un homme politique allemand (CDU).

## Biographie
Après l'abitur, Hanns Haberer réussit d'excellentes études supérieures et obtient un doctorat. Jusqu'en 1933, il est le rédacteur en chef d'un journal local de Duisbourg. Interdit de journalisme durant le troisième Reich, il devient exploitant viticole à Deidesheim, la ville natale de son épouse.

## Politique
Après la guerre, Hanns Haberer crée une section locale qui s'unira à la CDU à sa création.

### Élu
Haberer appartient de 1947 à 1951 au premier parlement d'après-guerre du Land de Rhénanie-Palatinat dans la Cabinet Boden I.

### Ministères
Haberer est d'abord en 45/46 au parlement cantonal de Neustadt an der Weinstraße. Du 3 décembre 1946 au 13 juin 1947 il est ministre de l'Économie et des Finances du ministre-président Wilhelm Boden du gouvernement du Land de Rhénanie-Palatinat. De 1947 à 1955, il est secrétaire d'état chargé de la chancellerie dans le cabinet de Peter Altmeier.

## Distinctions
En 1955 Haberer reçoit l'ordre du Mérite de la République fédérale d'Allemagne. En 1960,  Deidesheim le fait citoyen d'honneur.